# Гардеман (округ, Техас)
Шаблон:StateAbbr_ 34°17′ пн. ш. 99°45′ зх. д. / 34.29° пн. ш. 99.75° зх. д.
Округ Гардеман (англ. Hardeman County) — округ (графство) у штаті Техас, США. Ідентифікатор округу 48197.

## Історія
Округ утворений 1884 року.

## Демографія
За даними перепису 2000 року загальне населення округу становило 4724 осіб, зокрема міського населення було 2795, а сільського — 1929. Серед мешканців округу чоловіків було 2230, а жінок — 2494. В окрузі було 1943 домогосподарства, 1319 родин, які мешкали в 2358 будинках. Середній розмір родини становив 2,97.
Віковий розподіл населення поданий у таблиці:
| Стать    | До 15 років | 15-21 | 22-29 | 30-39 | 40-49 | 50-65 | 65-85 | Понад 85 |
| -------- | ----------- | ----- | ----- | ----- | ----- | ----- | ----- | -------- |
| Чоловіки | 482         | 233   | 187   | 233   | 331   | 394   | 336   | 34       |
| Жінки    | 462         | 234   | 188   | 282   | 334   | 408   | 468   | 118      |

## Суміжні округи
- Гармон, Оклахома — північ
- Джексон, Оклахома — північний схід
- Вілбаргер — схід
- Форд — південь
- Коттл — південний захід
- Чайлдресс — захід

## Виноски
1. ↑  U.S. Decennial Census. United States Census Bureau. Архів оригіналу за 12 травня 2015. Процитовано 28 квітня 2015.
2. ↑  Texas Almanac: Population History of Counties from 1850–2010 (PDF). Texas Almanac. Архів оригіналу (PDF) за 26 лютого 2015. Процитовано 28 квітня 2015.
3. ↑  State & County QuickFacts. United States Census Bureau. Архів оригіналу за 18 жовтня 2011. Процитовано 17 грудня 2013.(англ.) Наведено за англійською вікіпедією.
4. ↑  American FactFinder. Бюро перепису населення США. Архів оригіналу за 21 травня 2008. Процитовано 31 січня 2008.

| США | Це незавершена стаття з географії США. Ви можете допомогти проєкту, виправивши або дописавши її. |